# فدت آفاناس یویچ کاتف
فدت آفاناس یویچ کاتف (به روسی: Федот Афанасьевич Котов) (انگلیسی:  Fedot Afanas Yevic Katof) یک تاجر مسکووی از صنف گوستی‌ها (نخبگان کارآفرینان روسی که توسط تزار میخائیل یکم (بنیانگذار خاندان رومانوف) مأموریت‌های دولتی به آن‌ها محول شده و محافظت می‌شدند) است که در سال ۱۶۲۳ "از طریق آستاراخان با کالاهایی از خزانه‌داری تزار به ایران فرستاده شد. او با هشت نفر همراه به ایران عازم شد و مأموریت داشت که گزارش سفر خود را بنویسد. این سفر سیزده ماه و نیم طول کشید و از طریق شهرهای روسیه، استپ‌های ولگا سفلی، دریای کاسپین، سواحل قفقاز، کوه‌های فلات ایران، به اصفهان پایتخت جدید سلسله صفویه رسید. سفرنامهٔ او در سال‌های ۱۸۵۲، ۱۹۰۷، ۱۹۵۸ و ۲۰۱۰ به زبان روسی بازنشر شد. و سپس در سال ۱۹۵۹ در دهلی زبان انگلیسی و در سال ۲۰۲۱ به زبان فرانسوی (به کتابشناسی زیر مراجعه کنید) منتشر شد. گزارش سفر او یکی از اولین گزارش‌های مسافران اروپایی به ایران است، سفرنامهٔ فدت کاتف سرشار از جزئیات صحنه‌ها، شهرها و کاروانسراها، راهزنان و به‌ویژه شکوه شهر اصفهان با جشنواره‌های محلی و شهرسازی آن است که الهام‌بخش شهرسازی کلاسیک اروپای غربی به‌شمار می‌رود.

## کتابشناسی
- Itinéraire de Moscou à Ispahan par Fédot fanassiévitch Kotov, 1624, éditions de l'Harmattan, 2021, 128 p. (présentation en ligne), 15 illustrations, traduction, présentation et annotation de Jacques La Besse Kotoff
- Basil Nikitine (1970). "Voyage de Kotov". Iran-Shinasi. Téhéran. 2 (1): 25-92. Basil Nikitine..
- Russie et chrétienté, 1949 (lire en ligne).